# Petter Næss
Petter Næss (Oslo, Noruega, 14 de marzo de 1960) es un actor, director de cine y guionista noruego. Su película Elling fue nominada al Óscar a la mejor película internacional en la 74.ª edición de los Premios Óscar.

## Biografía
En 1980, empezó su trayectoria profesional como asistente de producción y realización en el departamento de teatro de la Norsk Rikskringkasting. En 1985, debutó primero en el teatro, después en el cine y finalmente en la televisión. En 1996, fue nombrado director del Oslo Nye Teater.
Su primera película dirigida fue la comedia Absolutt blåmandag ("Resaca absoluta") en 1999. Su segundo largometraje, Elling (2001), adaptación cinematográfica de Brødre y blodet ("Hermanos de sangre"), el tercer volumen de la popular tetralogía epónima de Ingvar Ambjørnsen. Petter Næss también dirigió la versión teatral de la novela un año antes de la película, que cosechó gran éxito. Los dos actores que interpretaron a los protagonistas en el film fueron los actores originales de la obra de teatro, debido a que Næss no encontró ningún actor que le convenciera para ambos roles protagónicos. El gran recibimiento que obtuvo Elling hizo que fuera nominada al Óscar en la categoría de Mejor Película de Lengua Extranjera en 2001, con el actor y productor estadounidense Kevin Spacey comprando los derechos para realizar una adaptación teatral en Estados Unidos.
En 2003, el director de cine firmó un contrato con la 20th Century Fox para la producción de tres películas, la primera de ellas, Crazy in Love (cuyo título original en noruego es "Mozart y la ballena"), estrenada en la gran pantalla en 2005. En 2008, Næss interpretó al héroe de guerra Martin Linge en la película Max Manus. Su cinta más reciente, la coproducción sueco-noruega Into the White, cuenta con el actor británico Rupert Grint y fue estrenada en 2022.

## Filmografía

### Como director
- 1999 : Absolutt blåmandag
- 2001 : Elling
- 2004 : Just Bea
- 2005 : Crazy in Love
- 2005 : Elsk meg i morgen
- 2007 : Hoppet
- 2007 : Tatt av kvinnen
- 2010 : Maskeblomstfamilien
- 2012 : Into the White

### Series de televisión
- 2018 : State of Happiness (Lykkeland)

### Como actor
- 1990 : Døden på Oslo S, de Eva Isaksen
- 1991 : RC II, de Odd Syse (cortometraje)
- 1995 : Farlig farvann, de Lars Berg : Holmsen
- 2008 : Max Manus, de Joachim Rønning y Espen Sandberg : Martin Linge

### Como guionista
- 2007 : Tatt av kvinnen